# セバスチャン・フェランティ
セバスチャン・ピエトロ・イノセンゾ・アデマール・ジアーニ・ド・フェランティ（Sebastian Pietro Innocenzo Adhemar Ziani de Ferranti、1864年4月9日-1930年1月13日）は、19世紀末期から20世紀初期にかけてイギリスで活動していた電気技術者で発明家である。初期の送電システムの構築に大きな貢献をした。

## 私生活
フェランティは、イギリスのリヴァプールで生まれた。彼の父親チェザーレ (Cesare) はイタリア人の写真家で、母親ジュリアナ・スコット・フェランティ（Juliana Scott Ferranti、スコットが旧姓）はコンサートのピアニストであった。ロンドンのハンプステッド校 (Hampstead School)、ウェストゲート・オン・シー (Westgate-on-Sea) のセント・オーガスティンズ・カレッジ (St.Augustine's College)、ユニヴァーシティ・カレッジ・ロンドンで教育を受けた。
ガートルード・ルース・インス (Gertrude Ruth Ince) と1888年4月24日に結婚し、7人の子供をもうけた。フェランティは1930年1月13日にスイス・チューリッヒで亡くなった。ロンドンのハンプステッド墓地 (Hampstead Cemetery) にある、両親、および彼の娘のヨランダ (Yolanda) と同じ墓に葬られた。
彼の孫、バシル・ド・フェランティ (Basil de Ferranti) は保守党の政治家で、50代後半から60代前半にかけてモアカム・ルーンズデール選挙区 (Morecambe and Lunesdale) 選出の庶民院議員であった。

## 職業経歴
フェランティは、子供の頃から電気工学の才能を示した。最初の発明は13歳の時で、街灯用のアーク灯であった。伝えられるところによれば、ウィリアム・トムソン（ケルビン卿）の助力のもと、ジグザグになった電機子を備えた発電機を16歳前後で開発し、後にフェランティ発電機として特許を取得した。ロンドンのチャールトン (Charlton) でシーメンス兄弟のために働き、1882年に様々な電気器具を設計する工場を設立し、フェランティ・トンプソン・アンド・インス (Ferranti, Thompson and Ince) という会社にした（後のフェランティ）。
1880年代末、電流戦争として知られる業界内での電力伝送に関する議論が巻き起こった。トーマス・エジソンは、主に直流技術に関する鍵となる特許を多く持ち、直流を送電する発電所を設置していたことから、直流に基づくシステムを支持していた。彼のライバルであるニコラ・テスラは、ウェスティングハウス・エレクトリックに後援される交流システムを支持していた。
フェランティは早期に交流支持につき、イギリスでは数少ない交流システムの専門家の1人となった。1887年、ロンドン電力供給会社 (LESCo: London Electric Supply Corporation) はデプトフォード (Deptford) の発電所の設計のためにフェランティを雇った。彼は発電所の建物と発電システム・配電システムを設計した。1891年に完成した時点で、それは初めての近代的な発電所であり、高圧の交流を供給して、消費者の近くで降圧されて使うようになっていた。この基本的なシステムは現代でも全世界で使われ続けている。彼の会社は、後にイギリスを代表する送電システムやコンピュータの製造会社であるフェランティとなった。
デプトフォード発電所 (Deptford Power Station) の発電機室の支柱のうち残されていたものの1本が、フェランティ・アーカイブのあるマンチェスターのマンチェスター科学産業博物館の表示のフレームに使われている。
フェランティは1910年と1911年のイギリス電気技術者協会 (IEE: Institution of Electrical Engineers) の会長で、また1927年に王立協会のフェローに選ばれている。1924年ファラデー・メダル受賞。

## 特許
- アメリカ合衆国特許第 341,097号 Unipolar dynamo electric machine

## 関連文献
- The Life and Letters of Sebastian Ziani de Ferranti by Gertrude Ziani de Ferranti and Richard Ince (OCLC 395772); published 1934 by Williams & Norgate, Ltd.
- Centenary of Sebastian Ziani de Ferranti, D.Sc.,F.R.S., born 9 April,1864: Founder of Ferranti,1882; 1964年 フェランティ発行 (ASIN B0000CM9N3).